# San José el Rincón
San José el Rincón är en ort i Mexiko.   Den ligger i kommunen Puebla och delstaten Puebla, i den sydöstra delen av landet, 110 km sydost om huvudstaden Mexico City. San José el Rincón ligger 2 078 meter över havet och antalet invånare är 929.
Terrängen runt San José el Rincón är kuperad söderut, men norrut är den platt. Runt San José el Rincón är det glesbefolkat, med 18 invånare per kvadratkilometer. Närmaste större samhälle är Puebla de Zaragoza, 16,9 km norr om San José el Rincón. I omgivningarna runt San José el Rincón växer huvudsakligen savannskog.